# Dan Pippin
Dan Luther Pippin (St. Louis, 20 ottobre 1926 – McCredie Township, 1º aprile 1965) è stato un cestista statunitense, attivo nella NCAA e nella AAU e campione olimpico nel 1952.

## Palmarès
- 2 volte campione AAU (1952, 1953)